# Vankarem
Vankarem (en rus: Ванкарем) és un poble del districte autònom de Txukotka, a Rússia, que el 2015 tenia 169 habitants.